# 23880 통일
23880 통일(23880 Tongil)은 태양계의 소행성이다. 공전 주기는 4.36년, 이심률은 0.17, 태양과 가장 가까울 때의 거리는 약 3억 3,000만 km이다.
1998년 9월 18일 아마추어 천문가 이태형이 연천에서 발견했다. 한국인이 처음으로 발견한 소행성이다.

## 특징
1998년 9월 18일 아마추어 천문가 이태형이 연천에서 발견했다. 국제천문연맹(IAU)이 1998 SG5라는 임시 명칭을 부여했고, 한국인의 염원을 담아 소행성 이름을 ‘통일’로 정했다.
2001년 기준 지구로부터 3억1천만KM 떨어져 화성과 목성 궤도 사이에 있다. 공전주기는 4.36년이다.